# Wikipedija na panonskom rusinskom jeziku
Wikipedia na panonskom rusinskom jeziku je inačica Wikipedije na panonskom rusinskom koja je nastala 17. listopada 2024. godine.

## Povijest
Rusinski kulturni i znanstveni djelatnik Gavrijel Kolesar pokrenuo je 2017. godine inicijativu za registraciju rusinskog jezika u Međunarodnoj organizaciji za standardizaciju, u čemu su uz njega sudjelovali i Julijan Ramač, Helena Međeši i Mihajlo Fejsa. Dio sudionika ovog procesa došao je sa vodećih rusinskih kulturnih i znanstvenih institucija u Vojvodini, kao što su Odsjek za rusinistiku Sveučilišta u Novom Sadu, Matica rusinska i Kulturno-prosvjetno društvo Dok iz Novog Sada. Početna prijava za dodjelu ISO standarda odbačena je 2018. godine, ali je nakon drugog pokušaja 20. siječnja 2022. godine objavljeno da je rusinski jezik iz Vojvodine službeno registriran u međunarodnom standardu ISO 639-3 sa identifikacijskim kodom "rsk".
Po dodjeli standarda, Kolesar je aktivno započeo proces rada na pokretanju nove Wikipedije kroz lokalizaciju softwarea prevođenjem oko 4.000–5.000 riječi, fraza i izraza koje Wikipedija koristi u interakciji sa posjetiteljima. Nakon toga, aktiviran je Wikimedijin inkubator u kojem su sakupljani članci prije objave same Wikipedije. U početnim pokušajima izgradnje zajednice urednika budućeg projekta, ideju je Mihajlo Fejsa sredinom listopada 2022. godine predstavio i učenicima rusinskog odjeljenja gimnazije u Ruskom Krsturu. Wikipedija na panonskom rusinskom jeziku postala je dostupna 14. listopada 2024. godine kada je iz inkubatora u glavni prostor prebačeno tadašnjih 480 članaka.